# Starlight Mints
Starlight Mints sind eine Indiepop-Combo aus Norman, Oklahoma. Ihr Stil kombiniert Elemente der Klassik- und Popmusik.
Die Band gründete sich Mitte der 1990er Jahre. Besetzung und Anzahl der Mitglieder wechselten häufig. Die Größe der Band schwankte zwischen vier und sieben Musikern. 2000 und 2003 veröffentlichte sie die ersten beiden Alben. 2005 wechselte sie zum Label Barsuk Records und veröffentlichte im April 2006 ein Album.

## Diskografie
- The Dream That Stuff Was Made Of (2000)
- Built on Squares (2003)
- Drowaton (2006)
- Change Remains (2009)